# Latrape
Latrape (okzitanisch: La Trapa) ist eine französische Gemeinde mit 437 Einwohnern (Stand: 1. Januar 2022) im Département Haute-Garonne in der Region Okzitanien (vor 2016 Midi-Pyrénées). Sie gehört zum Arrondissement Muret und zum Kanton Auterive. Die Einwohner werden Trapéens oder Trappistes genannt.

## Geographie
Latrape liegt an der Grenze zum Département Ariège, etwa 27 Kilometer südsüdwestlich von Muret. An der südwestlichen Gemeindegrenze verläuft das Flüsschen Camedon. Umgeben wird Latrape von den Nachbargemeinden Lacaugne im Norden, Lézat-sur-Lèze im Nordosten, Castagnac im Osten, Canens im Südosten, Bax im Süden, Mailholas und Rieux-Volvestre im Westen sowie Carbonne im Nordwesten.

## Bevölkerungsentwicklung
| Jahr                       | 1962 | 1968 | 1975 | 1982 | 1990 | 1999 | 2006 | 2013 | 2020 |
| Einwohner                  | 359  | 296  | 222  | 213  | 212  | 297  | 337  | 340  | 395  |
| Quellen: Cassini und INSEE |      |      |      |      |      |      |      |      |      |

## Sehenswürdigkeiten

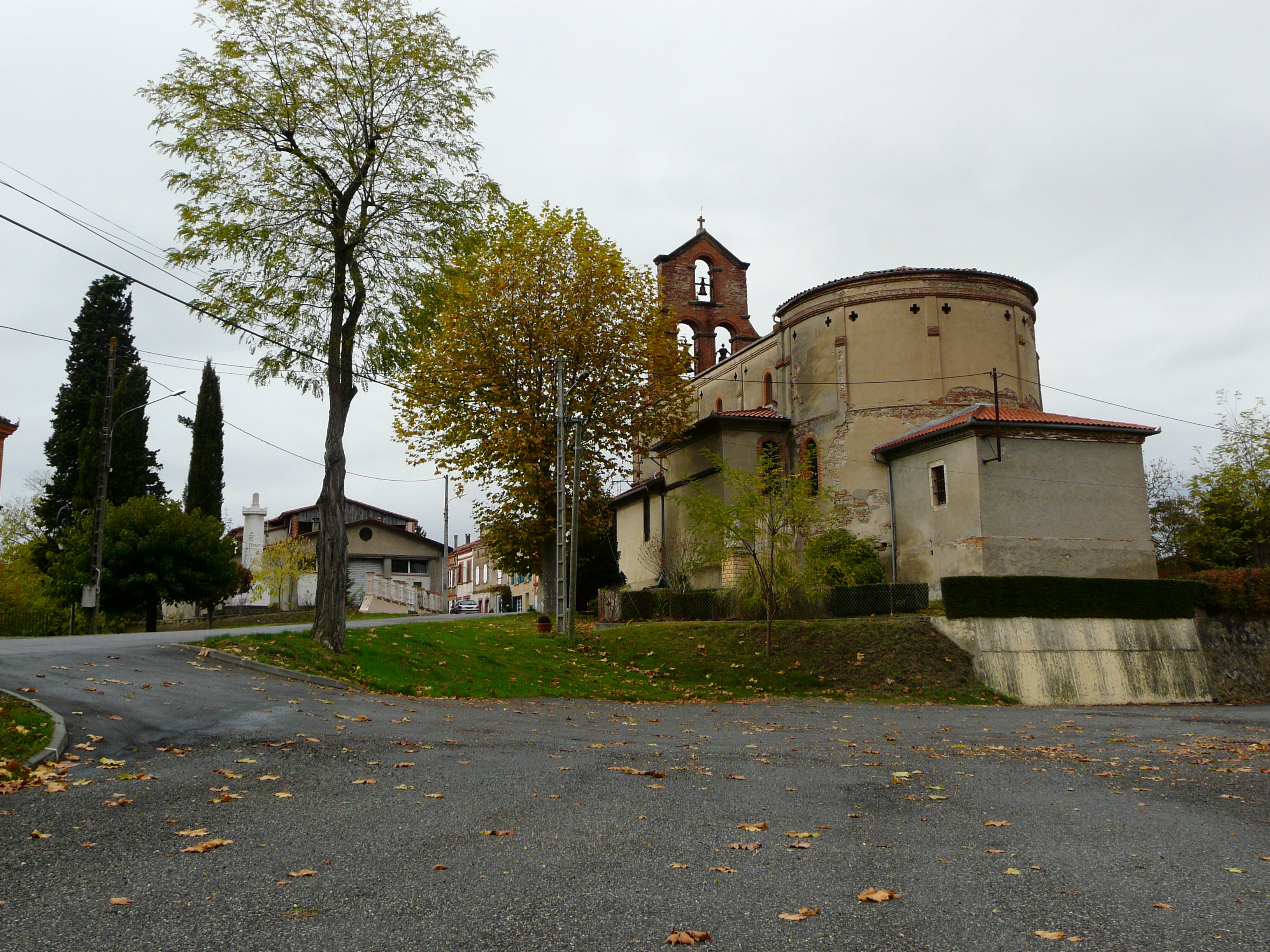
Kirche Saint-Barthélemy
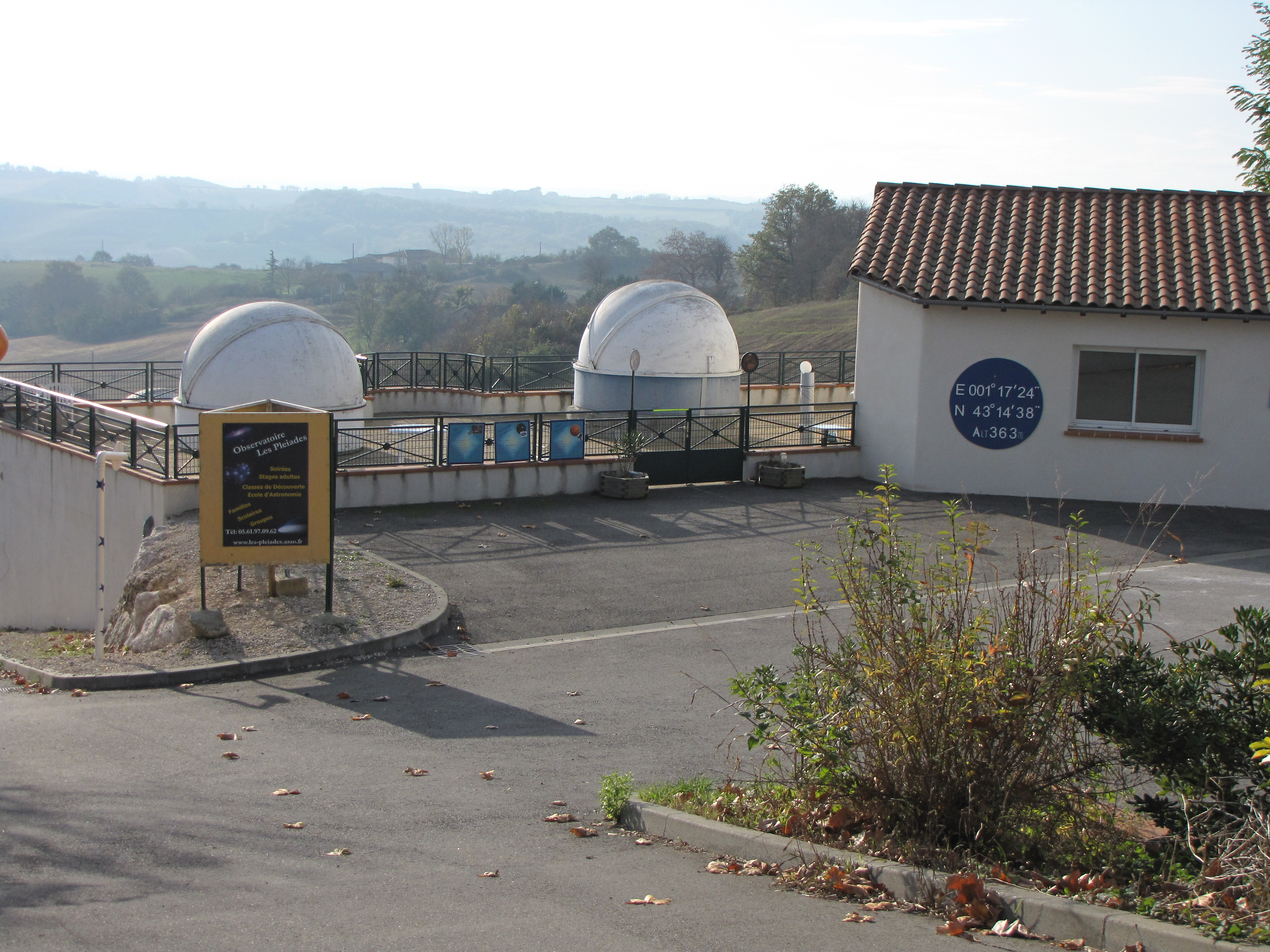
Volkssternwarte Les Pleiades

- Kirche Saint-Barthélemy
- Volkssternwarte